# 阿尔达比勒
阿尔达比勒（波斯语、阿塞拜疆语：اردبیل）是伊朗伊斯兰共和国阿尔达比勒省的省会和最大城市，是波斯萨非王朝始祖谢赫·萨非丁·阿尔达比利的出生地。 